# 人民代表委員會
人民代表委員會（德語：Rat der Volksbeauftragten）是德國十一月革命時的政府，存在於1918年11月10日至1919年2月13日，促成了德國從君主制向共和制的過渡。委員會由德國多數社會民主黨與德國獨立社會民主黨各3位委員組成。
作為一個革命政府，委員會擁有了相當於《德意志帝國憲法》賦予給皇帝與總理的職權，並頒布法令以取代帝國議會與聯邦議會。委員會接管了前政府的各部門國務秘書（類似部長），大多數人皆留任。委員會是一個合議制機關，六位委員的地位平等；不過在實際運作上，是由多數社會民主黨黨魁弗里德里希·艾伯特擔任委員會主席。
人民代表委員會在1918年11月11日宣布停戰，結束了第一次世界大戰，並給予人民平等且普遍的選舉權，包括婦女選舉權和比例代表制。
為了抗議政府在聖誕節起義對人民海軍師的暴力鎮壓，獨立社民黨在12月29日退出人民代表委員會，並由另外兩名多數社民黨人取代，自該時起，人民代表委員會開始稱自己為國家政府。
1919年1月19日，委員會宣布舉行制憲國民議會選舉，此舉也是為了讓德國產生一個民主且合法的政府。2月11日，魏瑪國民議會選舉弗里德里希·艾伯特為聯邦大總統。之後，其任命菲利普·沙伊德曼為新政府的首腦。沙伊德曼的內閣包括了多數社民黨、中央党和民主黨的黨員，並於2月13日正式取代人民代表委員會成為新政府。

## 起源

### 背景：戰敗與革命
為了將可預見的軍事失敗推卸到民主政治人物身上，保羅·馮·興登堡與埃里希·魯登道夫將軍領導的最高陸軍指揮部在1918年9月29日要求立刻向協約國發出停戰協定，同時建議修正憲法，使德意志帝國成為議會制君主立憲國。
德皇威廉二世被迫接受這一點，並任命被認為是自由派的馬克西米連·馮·巴登親王為總理。其首次接受議會多數黨黨員進入內閣，其中包括多數社民黨人菲利普·沙伊德曼。其發起了十月改革，促進國家民主化，並請求美國總統威爾遜協助停戰。威爾遜回復道，戰爭的另一方只願意同一個民主的德國政府進行談判，並堅決要求德皇遜位。
海軍上將萊因哈特·舍爾所領導的海戰指揮部針對和平政策與新政府表示反對，其在1918年10月24日發布了第19號作戰令，讓德國公海艦隊與英國皇家海軍進行戰鬥。由於這一政策在軍事上毫無意義且在政治上與與政府相對，個別水手在10月29日拒絕了該項命令。海戰指揮部隨即中斷計畫，但是逮捕了數百名水手，導致11月3日的基爾水兵兵變，幾天內便發展成全國範圍的革命。
這場革命對多數社民黨的領導階層——特別是黨魁弗里德里希·艾伯特——而言並不是好事，因為十月改革已經使其目的達成，並認為只要保留君主制，帝國精英便會接受民主。然而，多數社民黨發現其地位受到獨立社民黨和其他左派勢力的威脅。堅定的反戰主義者與獨立社民黨從社民黨分裂出去。獨立社民黨左派由新成立的馬克思主義斯巴達克同盟構成。當大多數獨立社民黨人支持議會民主制時，斯巴達克同盟則支持蘇維埃民主制。多數社民黨的領導階層害怕這兩股力量的支持者傾向的俄羅斯式布爾什維主義。為了在迅速變化的局勢中取得主動權，多數社民黨要求德皇遜位，但德皇卻從柏林逃到比利時斯帕，進入海戰指揮部總部，繼續拖延遜位。

### 建立共和國

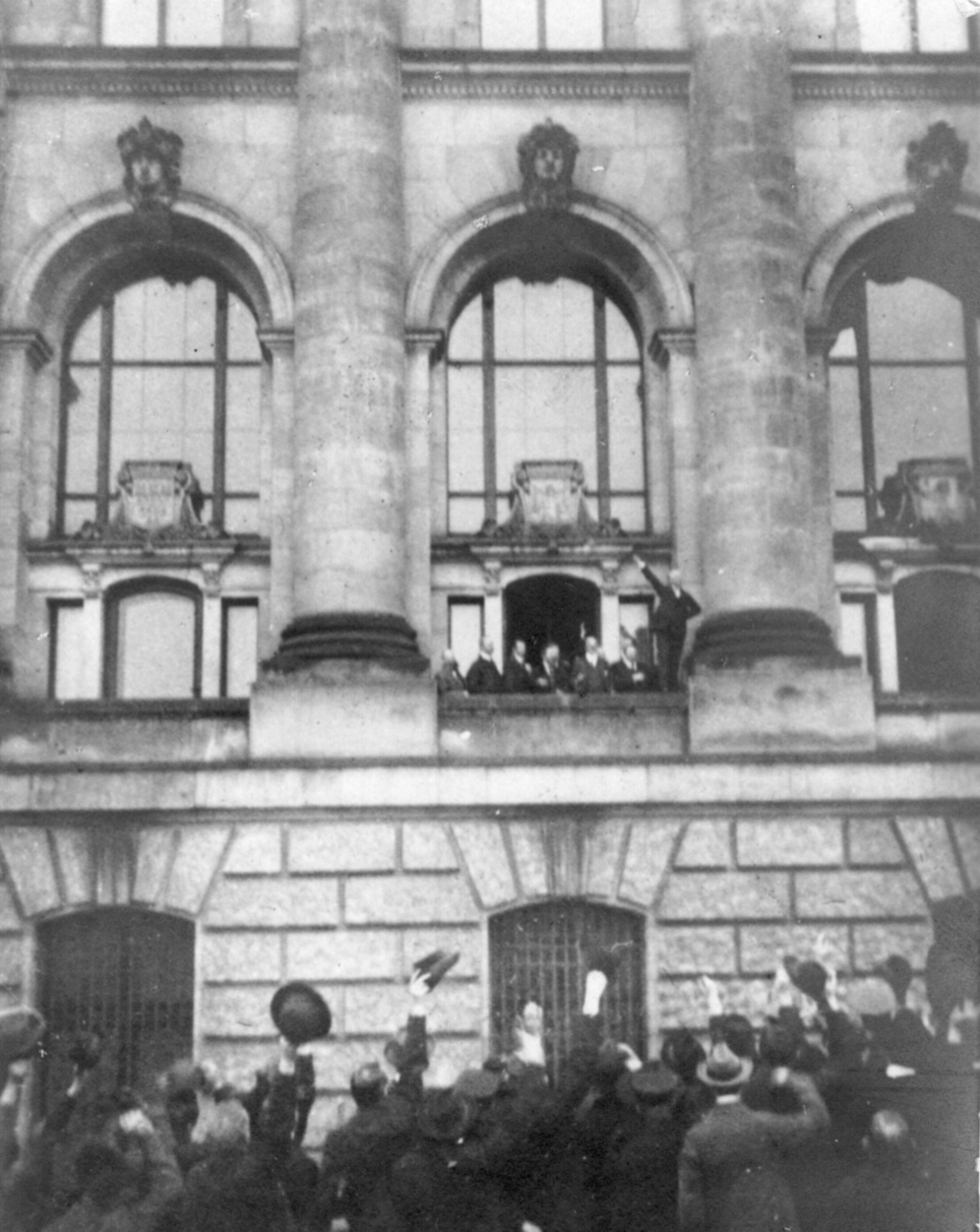
菲利普·沙伊德曼在11月9日宣布成立共和國。

1918年11月9日上午，革命浪潮抵達柏林；大批罷工工人湧入市中心。因為已經沒有時間能阻止革命了，所以總理馮·巴登單方面宣布德意志皇帝威廉二世退位，並將總理一職交給國會最大黨黨魁弗里德里希·艾伯特。這種做法其實是一種革命行為，因為根據當時的《德意志帝國憲法》，只有皇帝才可以任命總理。馮·巴登採取非常這種辦法，因為德皇在退位一事上猶豫太久，造成德皇事實上失去了行為能力。當日早晨，艾伯特仍試圖挽救君主制，希望馮·巴登在新皇未登基前擔任攝政，但是這一建議被馮·巴登拒絕。在11月9日中午，這項計畫已經沒辦法繼續，因為菲利普·沙伊德曼得知斯巴達克同盟政治人物卡爾·李卜克內西計畫宣布成立「德意志社會主義共和國」。為避免造成這樣的情勢，並且讓民眾站在多數社民黨這邊，菲利普·沙伊德曼自己走到國會大廈的一扇窗前，宣布成立「德意志共和國」。
弗里德里希·艾伯特並不想失去現有政府的執政經驗，在他的的主持下，當日便召開了一場內閣會議。即使《德意志帝國憲法》已經事實上失效，各部門的國務秘書仍然留任。艾伯特計畫要以「有序的方式引導革命」。11月9日時，他發表了一份宣言，並簽署該宣言成為總理。他提到一個新的（實際上不存在的）政府接管了企業以保護人民免於內戰和飢荒，並以無政府狀態作為威脅來獲得官員們的支持。
在11月9日之後的日子裡，多數社民黨與獨立社民黨組成聯盟以便繼續獲得革命的工人與士兵的支持是很重要的。儘管獨立社民黨並沒有控制柏林與其他地方的工人，但多數社民黨的立場只有與獨立社民黨結盟才能站得住腳 。因水兵兵變而在全國範圍內出現革命的工人和士兵委員會是由多數社民黨與獨立社民黨的支持者所組成的，並強烈希望兩個工人階級政黨能夠團結。以胡戈·哈澤為首的獨立社民黨溫和派也對兩黨的結盟很感興趣，否則對大城市的掌控權可能落入喬治·萊德布爾為首的左派勢力，甚至是李卜克內西的斯巴達克同盟手中。但由於11月9日時哈澤仍在基爾，所以多數社民黨與獨立社民黨的協商直到11月10日才開展。
兩黨首先對新的德國政府是應該提前進行社會主義改革，抑或是將相關措施留到國民會議後才進行的問題產生分歧。獨立社會黨提出建議，例如將大地主的和某些關鍵產業國有化。菲利普·沙伊德曼為首的多數社民黨代表們希望能完成妥協談判，其中的重要決定被推遲討論。按斯巴達克派與獨立社民黨的要求，工人和士兵委員會被賦予「政治權力」並「立即」開會。不過多數社民黨避免了對「行政、立法與司法權」的具體描述。但是多數社民黨不得不接受國民議會只能在「革命創造的條件被鞏固之後」才召開。

### 委員會的成立

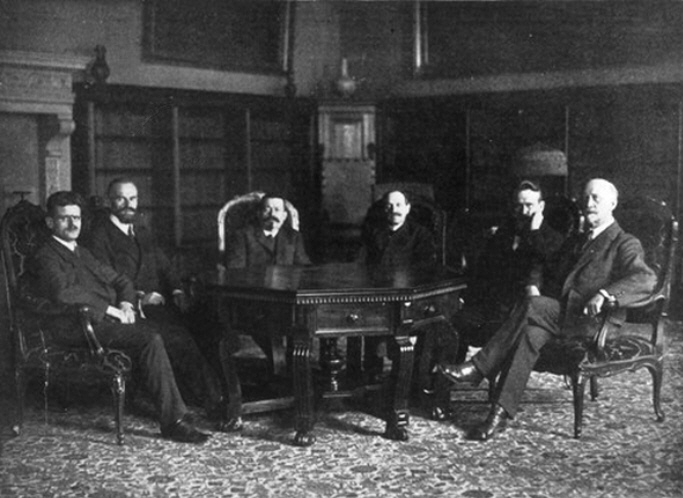
兩黨共組的人民代表委員會，從左至右：埃米爾·巴特 (政治人物)（USPD）、奧托·蘭斯伯格（MSPD）、弗里德里希·艾伯特（MSPD）、胡戈·哈澤（USPD）、威廉·迪特曼（USPD）、菲利普·沙伊德曼（MSPD）。

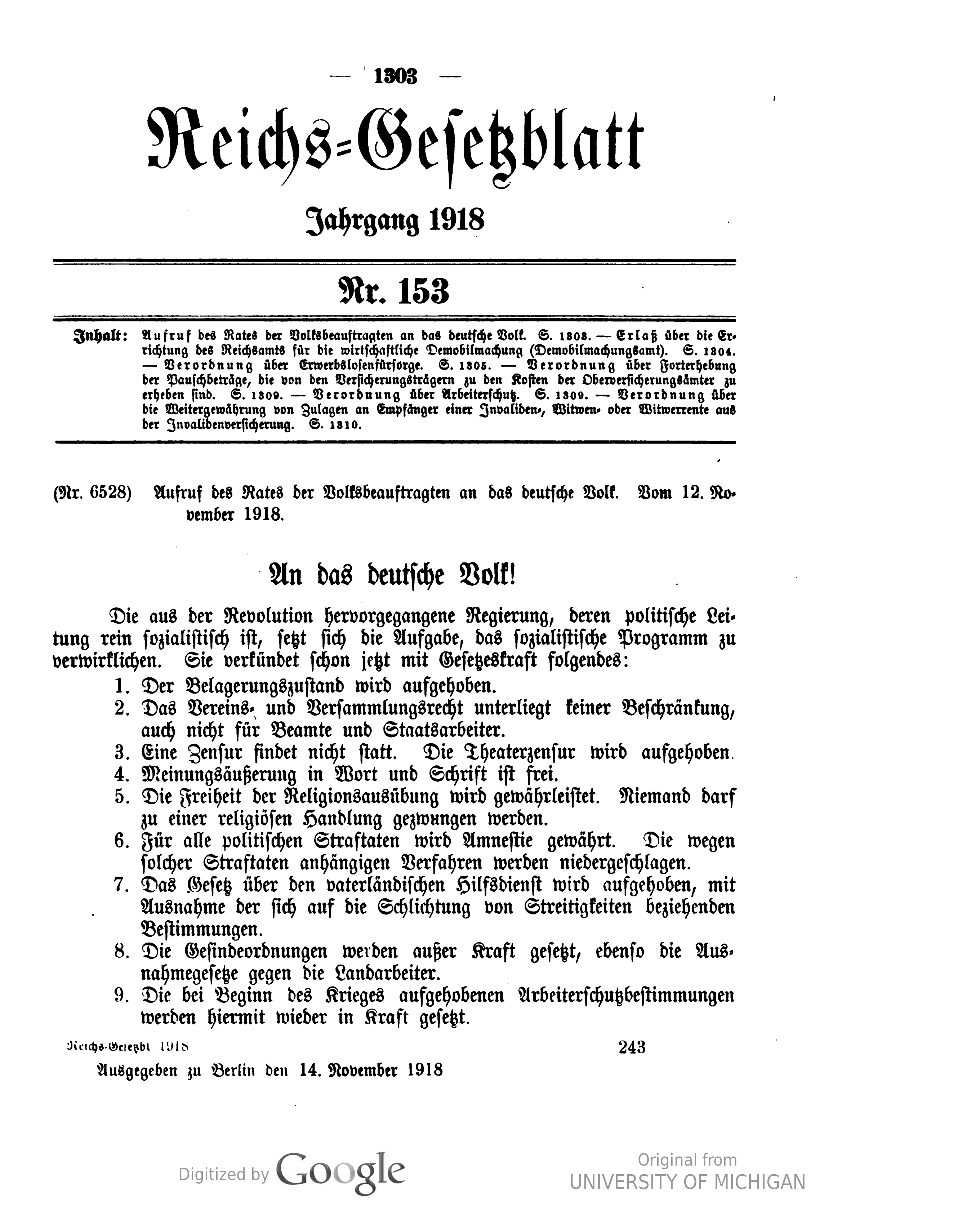
1918年11月12日人民代表委員會在《國家法律公報》上的宣言。

1918年11月10日下午稍晚，臨時革命政府成立。獨立社民黨原本想稱臨時政府為「人民委員會」（德語：Rat der Volkskommissare），後來採用的是較貼近德文的「人民代表委員會」（德語：Rat der Volksbeauftragten）。
一開始，委員會的成員包括多數社民黨人弗里德里希·艾伯特、菲利普·沙伊德曼與奧托·蘭斯伯格，以及獨立社民黨人胡戈·哈澤、威廉·迪特曼與埃米爾·巴特。主席由艾伯特與哈澤共同擔任，地位平等。菲利普·沙伊德曼強調各個委員之間的平等關係，並稱人民代表委員會為「六人國家總理」（德語：sechsköpfigen Reichskanzler）。不過，艾伯特特別受國務秘書與行政官員信任，因為上一任國家總理將職務移交給他。有時，艾伯特會使用「國家總理」的頭銜——在最高陸軍指揮部或公眾面前——，使得他比哈澤更為突出。恩斯特·魯道夫·胡伯指出，根據聯盟協議，艾伯特並沒有這樣的優先特權。這樣的行為「更像是一種默認的認可行為，因為它是信任的永久全民公決」 。
正像獨立社民黨所接受的，「資產階級部長（國務秘書）」繼續擔任「技術助理」，每個多數社民黨與獨立社民黨委員擔任「政治副國務秘書」。艾伯特很滿意與獨立社民黨派出的溫和派委員哈澤與德特曼以及一名左翼委員巴特共組的委員會。透過巴特，艾伯特也希望讓其他的激進革命者能夠參與進來。

## 發展

### 人民代表與委員會運動

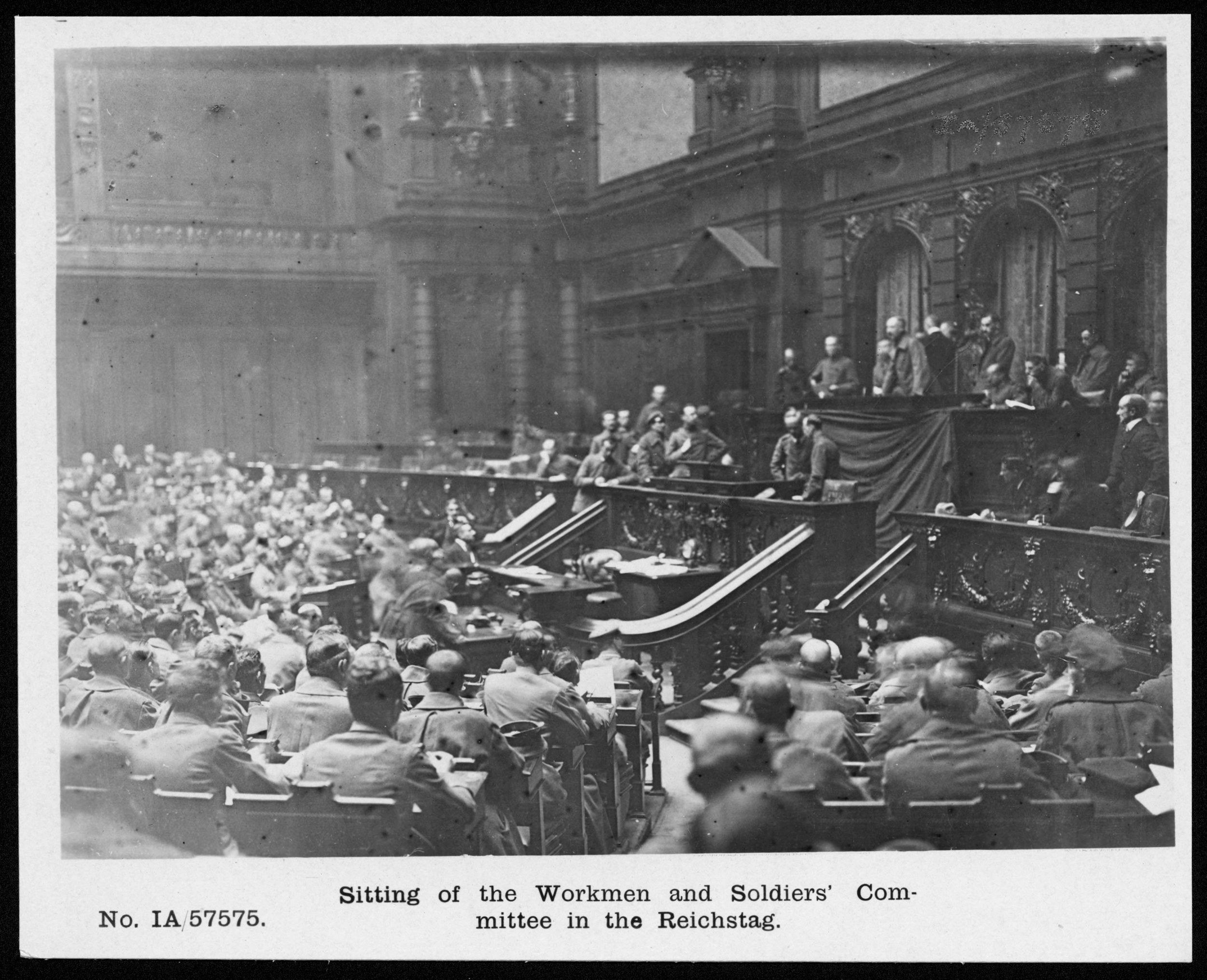
1918年12月在德國國會大廈舉行的工人和士兵代表會議。

1918年11月10日下午5點，當天當選的工人和士兵委員會三千名代表在柏林的布希馬戲團開會。和無黨派人士的預期相反，由於多數社民黨極佳的動員力，他們與獨立社民黨內的右派獲得了委員會的多數席次，從而確保了人民代表委員會的地位。根據當時的報導，工兵委員會已經安排了新政府。這是誤報，因為委員會已經在下午開會了，但如果沒有工兵委員會的鼓掌支持，其幾乎無法維持自己的地位。
另外，工人和士兵委員會設立了常務委員會，用以控制人民代表委員會。常務委員會分別由14名工人與士兵的代表組成。工人代表中有一半屬於多數社民黨或獨立社民黨右派，士兵代表的情況則複雜得多。然後，在實際情況中，人民代表委員會反過來透過常務委員會控制了工人和士兵委員會。因此，真正的權力被人民代表委員會控制，而黨的重要領導人就在其中。
|                                                                | 常委會與人民代表委員會內的政黨政治均等清楚的表明，在革命中佔主導地位的並非「委員會國家」而是「政黨國家」。委員會組織仍舊是建立兩個社會主義政黨統治的工具[…]。 |
| ——Ernst Rudolf Huber，Deutsche Verfassungsgeschichte seit 1789 | |

在接著的幾個禮拜和幾個月裡，這樣的基本局勢並沒有產生變化。令激進左翼人士失望的是，委員會並沒有成為為無產階級專政鋪平道路的組織。1918年11月25日的委員會代表大會確認了之前的路線。第一次國家工人和士兵委員會代表大會在12月16日至21日舉行的會議的會議也表示支持由國民議會決定德國的未來。一個對民選官員進行持續大規模監控的委員會國家從來都不是可能的現實。大多數的工人並不希望這樣，進行國民議會選舉獲得了社會各界的支持。
但仍有一部分革命者——特別是後來成為德國共產黨的斯巴達克同盟——將多數社民黨領到階層的行為，視作「對工人階級的背叛」。因此造成了騷亂事件，例如1918年的聖誕節起義與1919年1月的斯巴達克同盟起義，人民代表委員會在效忠政府的軍隊和右派的自由軍團協助下鎮壓了這些騷亂。獨立社民黨指責艾伯特、沙伊德曼和蘭斯伯格背叛革命，支持舊的反革命勢力。因此，獨立社民黨的委員在12月29日退出了人民代表委員會。

### 與前一時期的關係
海因里希·奧古斯特·溫克勒指出，「良好的民主水準」在1918年11月9日前便已經實現了，因為自1867/1871年就已經存在男性選舉權了，另外，自10月28日起德國也在法律上由帝國議會進行統治。威權政治已經在11月崩潰了，只有少部分人仍支持這個制度。不過，由於保皇派與軍隊指揮部對新政府的抵制，導致舊的國家機關沒辦法繼續運作。未完成的上至下革命導致了由下而上的革命。
即便在11月9日後，「並沒有一切都崩潰」：政府仍持續運作；司法與教育系統幾乎沒有受革命影響；最高陸軍指揮部迅速開始與人民代表委員會合作。地方上的工人和士兵委員會由多數社民黨主導，並給予政府新的合法性。
多數社民黨和獨立社民黨在議會裡沒有絕對多數，普魯士的選舉改革由來已久，整體而言，必須用改革來應對民眾的憤怒。除此之外，兩個社會主義政黨對於德國的未來也擁有不同的意見，這就是為何他們需要在《俾斯麥帝國憲法》之外結成聯盟來統治。
人民代表委員會指示帝國議會不要再開會。但是，中央党籍的議會主席康斯坦丁·費倫巴赫仍取得一些成績，並考慮了議會是否能在柏林以外的地方開展工作。這樣的想法並非毫無效果，因為它使委員會面對時間壓力。此外，委員會宣布聯邦議會僅能行使其行政職能（即不再行使立法職能）。
結果是，除弗里德里希·艾伯特內閣的幾位國務秘書以外，過去的國家機關裡沒有一個在職的人，當中有幾人因此被更換。雖然他們並沒有組成合議政府，但實際運作起來卻是如此。矛盾的是，在《俾斯麥帝國憲法》下受制於國家總理命令的各部門國務秘書變成各個部門的獨立負責人，也就是實際意義上的部長。這個政府受人民代表委員會控制，其行使了先前皇帝、國家總理、聯邦議會和帝國議會的職務。委員會自11月12日起按議事規則運作，這可以避免個別委員在未經允許的情況下干預行政部門運作。委員會只能一起向國務秘書提出指示，而不是個別的提出。

### 委員會的舉措
1918年11月10日，在委員會成立之前，總理艾伯特的內閣便批准了康邊停戰協定，這份協議於次日生效，終止了第一次世界大戰。隨後，人民代表委員會必須處理協議的後果：包括阿爾薩斯-洛林的投降，撤出萊茵河左岸的所有法國、比利時和德國領土，還有交付艦隊和其他戰爭裝備給協約國。
在1918年11月12日，委員會發布一份名為《致德國人民》的宣言。此後，「社會主義綱領」中的以下幾點成為法律：
1. 解除戒嚴。
2. 結社與集會自由不受限制，公務員亦同。
3. 取消審查制度。廢除戲劇審查制度。
4. 給予言論與著作的意見自由。
5. 保障信仰自由，禁止強迫從事宗教活動。
6. 赦免所有政治犯，撤銷未決的政治罪刑訴訟。
7. 廢除《祖國輔助服務法（德语：Gesetz über den vaterländischen Hilfsdienst）》，但關於爭議仲裁的規定除外。
8. 廢除僕人令（德语：Gesindeordnung）以及對農業工人（德语：Landarbeiter）的特殊規定。
9. 恢復戰爭前的工人保護規定。

此外，這份宣言還保障了在受公法管轄的機構的婦女選舉權。此外，宣言裡承諾在1919年1月1日後實行八小時工作制和其他的社會政策改革。
1918年11月30日，委員會頒布了關於選舉國民議會的法令。其中，委員會確立了所有20歲以上的男性和女性的投票權。由於投票年齡的降低與婦女選舉權的引入，委員會促成了德國史上最大的選舉權擴大。另外，該條例確定了選舉制度從簡單多數制向比例代表制的過渡。
但委員會並沒有對軍隊進行根本改革——即使只是取消下班後敬禮的義務。在委員會成立之前，艾伯特就已經對最高陸軍指揮部承諾了這一點，而最高陸軍指揮部以承認共和政府作為回報。
對於委員會是否應該更勇敢地行動，在重要的過渡階段是否應該被用來給國家和社會帶來更深刻的變化，已經有相當多討論。與公務員和軍隊的合作是不可避免的。但委員會本可以建立自己的忠誠於共和國的軍隊。以艾伯特為首的社民黨人後來堅稱，他們並無大規模更換公務員所具備的專業知識。但真正的原因是，多數社民黨認為做出大刀闊斧的改變是不合理的。
在1919年1月19日，舉行了魏瑪國民議會選舉。2月6日，國民議會通過了《臨時國家權力法》 ，這是一部臨時憲法。國民議會根據該法在2月11日選舉弗里德里希·艾伯特為國家總統，其在2月13日成立了菲利普·沙伊德曼內閣。因此，議會和政府都在民主上正當化。

## 委員會委員
| 委員 | 委員                | 委員                                | 任期           | 任期                    | 政黨               | 職位                                                     |
| #    | 肖像                | 姓名                                | 就任           | 離任                    | 政黨               | 職位                                                     |
| ---- | ------------------- | ----------------------------------- | -------------- | ----------------------- | ------------------ | -------------------------------------------------------- |
|      | Friedrich Ebert     | 弗里德里希·艾伯特 （1871年–1925年） | 1918年11月10日 | 1919年2月11日           | 德國社會民主黨     | 共同主席 擔任國家總理直到1919年2月13日                   |
|      | Hugo Haase          | 胡戈·哈澤 （1863年–1919年）         | 1918年11月10日 | 1918年12月29日 （辭職） | 德國獨立社會民主黨 | 共同主席                                                 |
|      | Philipp Scheidemann | 菲利普·沙伊德曼 （1865年–1939年）   | 1918年11月10日 | 1919年2月11日           | 德國社會民主黨     | 1918年11月29日起擔任共同主席 1919年2月13日起擔任部長主席 |
|      | Wilhelm Dittmann    | 威廉·迪特曼 （1874年–1954年）       | 1918年11月10日 | 1918年12月29日 （辭職） | 德國獨立社會民主黨 | 复员部、运输部                                           |
|      | Emil Barth          | 埃米爾·巴爾特 （1879年–1941年）     | 1918年11月10日 | 1918年12月29日 （辭職） | 德國獨立社會民主黨 | 社会政策、工兵代表会议与人民代表委员会之间的调解机构     |
|      | Otto Landsberg      | 奥托·兰茨贝格 （1896年–1957年）     | 1918年11月10日 | 1919年2月11日           | 德國社會民主黨     | 财政部、新闻通信部（自11月19日起）                       |
|      | Gustav Noske        | 古斯塔夫·諾斯克 （1868年–1946年）   | 1918年12月29日 | 1918年2月11日           | 德國社會民主黨     | 复员部、陆军办公部、海军办公室                           |
|      |                     | 鲁道夫·维塞尔 （1869年–1962年）     | 1918年12月29日 | 1919年2月11日           | 德國社會民主黨     | 社会政策                                                 |

## 內閣
根据旧的俾斯麦宪法，国务秘书是帝国最高权力机关的首脑。然而与其他国家的部长不同，他们并不独立管理自己的部门，而是在帝国总理的指导下工作。尽管提出了辞呈，11月9日之后，他们仍然在职。11月14日，人民代表会议提出了一份新的内阁名单，其中部分是新的，但主要还是旧的国务秘书。现在不再有帝国总理或副总理。
外交部、殖民地办公室：威廉·佐尔夫（至12月9日），乌尔里希·冯·布罗克多夫-兰曹（从1918年12月20日起），二人都是无党派人士。
内政部：胡戈·普罗伊斯（无党派人士，从11月20日起为德国民主党党员）。
司法部：保罗·冯·克劳泽（民族自由党）。
海军办公室：恩斯特·卡尔·奥古斯特·克莱门斯·冯曼恩，自1月9日临时改为马克西米利安·罗格（均为无党派人士）。
铁路办公室：康斯坦丁·弗里奇（无党派人士）。
经济办公室：奥古斯特·米勒（SPD）。
粮食部：埃马努埃尔·武尔姆（USPD）。
劳工部：古斯塔夫·鲍尔（SPD）。
邮政部：奥托·吕德林（无党派人士）。
财政部：欧根·席费尔（民族自由党）。
国务秘书级别的停战代表团团长：马蒂亚斯·埃茨贝格尔（中央党）。
经济复员办公室：约瑟夫·克特（无党派人士）。
在1918-1919年，还有议会副国务秘书，这些人是在帝国部门中工作的国会议员。这些政治家是其所属国会派系的领导成员，掌控着国务秘书和副国务秘书的职位，或者在普鲁士战争部中担任部长。这种做法在巴登内阁期间就已存在。 这些人的专业背景和重要程度的差异很大。

## 德國各邦的類似機構
在萨克森自由邦和不伦瑞克自由邦，革命后的头两个政府也被称为“人民代表委员会”。不伦瑞克自由邦的委员会（Oerter第一内阁）于1919年2月22日至4月30日任职。
萨克森州的人民代表委员会在1918年11月15日至1919年3月14日期间实行统治：
- 里夏德·利平斯基（德语：Richard Lipinski）（USPD）领导的利平斯基内阁（1918年11月15日至1919年1月16日）。

- 格奥尔格·格拉德瑙尔（德语：Georg Gradnauer）（SPD）领导的格拉德瑙尔第一内阁（1919年1月16日至1919年3月14日）。

另一方面，在最大的组成邦普鲁士，不存在革命委员会和实际内阁并存的双重政权局面。普鲁士革命内阁于1918年11月12日取代了旧州政府；它最初由来自USPD和SPD的人数相等的政治家组成，就像帝国一级的人民代表会议一样。

## 相關文獻
Die Regierung der Volksbeauftragten 1918/19. Eingeleitet von Erich Matthias, bearbeitet von Susanne Miller. 2 Bände. Droste, Düsseldorf 1969 (Quellen zur Geschichte des Parlamentarismus und der politischen Parteien Reihe 1: Von der konstitutionellen Monarchie zur parlamentarischen Republik 6)

## 外部連結
- Der Rat der Volksbeauftragten. （页面存档备份，存于） 德國歷史博物館